# 1079

## Narození
- ? – Pierre Abélard, francouzský filozof a teolog († 21. dubna 1142)
- ? – Gampopa, tibetský buddhistický světec († 1153)
- ? – Kilič Arslan I., rúmský sultán († 1107)

## Úmrtí
- 8. ledna – Adéla, francouzská princezna a flanderská hraběnka (* 1009/1014)
- 11. dubna – Sv. Stanislav, polský biskup a mučedník (* kolem 1030)

## Hlava státu
- České knížectví – Vratislav II.
- Svatá říše římská – Jindřich IV. – Rudolf Švábský vzdorokrál
- Papež – Řehoř VII.
- Anglické království – Vilém I. Dobyvatel
- Francouzské království – Filip I.
- Polské království – Boleslav II. Smělý – Vladislav I. Herman
- Uherské království – Ladislav I. – Šalamoun protikrál
- Byzantská říše – Nikeforos III. Botateines